# Rhododendron lineare
Rhododendron lineare är en ljungväxtart som beskrevs av Elmer Drew Merrill. Rhododendron lineare ingår i släktet rododendron, och familjen ljungväxter. Inga underarter finns listade i Catalogue of Life.